# Şıxlar (Cəlilabad)
Şıxlar è un comune dell'Azerbaigian situato nel distretto di Cəlilabad. Conta una popolazione di 508 abitanti.